# پینسک
پینسک (به لاتین: Pieńsk) یک شهر در لهستان است که در استان سیلزی سفلی واقع شده‌است.

## خصوصیات
پینسک ۹٫۹۲ کیلومترمربع مساحت و ۶٬۰۳۶ نفر جمعیت دارد.